# Murliganj
Murliganj là một thành phố và là một khu vực quy hoạch (notified area) của quận Madhepura thuộc bang Bihar, Ấn Độ.

## Địa lý
Murliganj có vị trí 25°54′B 86°59′Đ / 25,9°B 86,98°Đ Nó có độ cao trung bình là 52 mét (170 feet).

## Nhân khẩu
Theo điều tra dân số năm 2001 của Ấn Độ, Murliganj có dân số 22.921 người. Phái nam chiếm 53% tổng số dân và phái nữ chiếm 47%. Murliganj có tỷ lệ 45% biết đọc biết viết, thấp hơn tỷ lệ trung bình toàn quốc là 59,5%: tỷ lệ cho phái nam là 53%, và tỷ lệ cho phái nữ là 37%. Tại Murliganj, 19% dân số nhỏ hơn 6 tuổi.